# El burro raja
El burro raja (en urdu: دی ڈونکی كِنگ; en inglés, The Donkey King) es una película paquistaní de comedia animada por computadora de 2018 dirigida por Aziz Jindani. La película presenta las voces de Jan Rambo, Ismail Tara, Hina Dilpazeer, Ghulam Mohiuddin y Jawed Sheikh. Fue lanzada en Pakistán el 13 de octubre de 2018 por Geo Films y Talisman Studios.

## Reparto
- Afzal Khan como Jan Mangu, un burro de lavandería.
- Hina Dilpazeer como Miss Fitna, una zorra.
- Ghulam Mohiuddin como Badshah Khan, un león.
- Adeel Hashmi como Shahzada Khan, hijo de Badshah Khan.
- Faisal Qureshi como Breaking News, un mono.
- Salman Saquib Sheikh "Mani" como Rangeela, un camaleón.
- Javed Shaikh como Changu, el padre de Mangu.
- Ismail Tara como Pehalwan Chacha.
- Shafaat Ali como Ronald Crump, un hipopótamo.
- Irfan Khoosat como Jamboora, el dueño de la casa de los medios, un mono; y Raftaar, una tortuga.
- Shabbir Jan como Sardar Chacha, un oso.
- Sahiba Afzal como el interés amoroso de Mangu.
- Ahsan Rahim como Mr. Propaganda, un tigre.
- Irfan Malik como Panoti, una cebra.
- Ali Hassan como Tío Raja.